# Kemmlitzita
La kemmlitzita és un mineral de la classe dels fosfats, que pertany al grup de la beudantita. Rep el nom de la localitat de Kemmlitz, a Alemanya, la seva localitat tipus.

## Característiques
La kemmlitzita és un arsenat de fórmula química SrAl₃(AsO₄)(SO₄)(OH)₆. Cristal·litza en el sistema trigonal. La seva duresa a l'escala de Mohs és 5,5. És l'anàleg amb estronci de la hidalgoïta i l'anàleg amb arsènic de la svanbergita.
Segons la classificació de Nickel-Strunz, la kemmlitzita pertany a «08.BL: Fosfats, etc. amb anions addicionals, sense H₂O, amb cations de mida mitjana i gran, (OH, etc.):RO₄ = 3:1» juntament amb els següents minerals: beudantita, corkita, hidalgoïta, hinsdalita, svanbergita, woodhouseïta, gal·lobeudantita, arsenogoyazita, arsenogorceixita, arsenocrandal·lita, benauita, crandal·lita, dussertita, eylettersita, gorceixita, goyazita, kintoreïta, philipsbornita, plumbogummita, segnitita, springcreekita, arsenoflorencita-(La), arsenoflorencita-(Nd), arsenoflorencita-(Ce), florencita-(Ce), florencita-(La), florencita-(Nd), waylandita, zaïrita, arsenowaylandita, graulichita-(Ce), florencita-(Sm), viitaniemiïta i pattersonita.

## Formació i jaciments
Va ser descoberta a la localitat de Kemmlitz, a l'estat de Saxònia, Alemanya. També ha estat descrita en altres indrets alemanys dels estats de Saarland i Renània-Palatinat, així com a la República Txeca, Suïssa i els Estats Units.